# Самсоновка (Кемеровская область)
Самсоновка — упразднённая деревня в Тяжинском районе Кемеровской области России. Входила в состав Акимо-Анненского сельского поселения.

## География
Центральная часть населённого пункта расположена на высоте 236 метров над уровнем моря.

## История
В 1926 году по реке Косуль и ее притоку Берёзовая были основаны 19 выселков объединённых общим названием Самсоновский. По данным на 1926 году выселки состояли от одного до 28 хозяйств. В административном отношении входили в состав Самсоновского сельсовета (центр располагался в выселке Самсоновский №1) Итатского района Ачинского округа Сибирского края.
В 2012 году деревня Самсоновка была упразднена как фактически прекратившая существование.

## Население
| 1970 | 1979 | 1989 | 2002 | 2010 |
| ---- | ---- | ---- | ---- | ---- |
| 277  | ↘189 | ↘116 | ↘14  | ↘0   |

По переписи 1926 г. на выселках проживало от 4 до 156 человек, основное население — белоруссы, по одному выселку населяли русские и латыши.